# Antonio de Lofraso
Antonio de Lofraso (h. 1540, Alguer, Cerdeña - h. 1,600) fue un poeta sardo que vivió en la segunda mitad del siglo XVI. Es conocido por su novela pastoril Los diez libros de Fortuna de Amor (Barcelona, 1573). Fue reeditada con gran lujo por Pedro Pineda (Londres, 1740), probablemente a consecuencia del juicio literario que Cervantes hace de esta novela en el episodio del escrutinio de los libros (Don Quijote, I, 6), donde es salvado de ir a la hoguera.
Las pocas noticias que sobre su vida se conocen están extraídas de sus obras. Allí nos dice haber vivido como soldado en Cerdeña hasta que fue acusado de homicidio por un asunto amoroso. Sostuvo siempre su inocencia, pero se vio obligado a huir a Barcelona. 
Allí publica, en 1571, su primera obra, titulada Los mil y dozientos consejos y avisos discretos sobre los siete grados y estamentos de nuestra humana vida, una obra en verso de carácter moralizante y paremiológico, enfocada a la elección de la profesión de los jóvenes, con algunos pasajes costumbristas. Otra obra suya es El verdadero discurso de la gloriosa victoria, donde relata sus experiencias en la batalla de Lepanto, donde pudo coincidir con Cervantes. Pero debe su fama a la novela pastoril en octavas reales Los diez libros de Fortuna de Amor (1573). En ella utiliza un castellano con abundantes catalanismos. En el interior de esta obra aparecen algunas poesías en sardo: dos sonetos («Cando si det finire custu ardente fogu» y «Supremu gloriosu exelsadu») y un poema en octavas reales. Se trata del primer testimonio de lírica amorosa en lengua sarda. Posiblemente Lofraso conocía la poesía oral tradicional de Cerdeña y formara parte del círculo de intelectuales sardos de Gerolamo Araolla e de Giovanni Francesco Fara. He aquí una octava de su poesía en sardo:

Non podende sufrire su tormentu

de su fogu ardente innamorosu.

videndemi foras de sentimentu

et sensa una hora de riposu,

pensende istare liberu e contentu

m'agato pius aflitu e congoixosu,

in essermi de te senora apartadu,

mudende ateru quelu, ateru istadu

No pudiendo sufrir el tormento

del fuego ardiente enamorado.

Viéndome enajenado el sentimiento

y sin un momento de reposo,

pensando estar libre y contento

me ha hecho más afligido y congojoso,

estar de ti, señora, apartado,

mudándome a otro cielo, a otro estado

Lofraso fue, sin embargo, objeto de la sátira de Miguel de Cervantes en un largo pasaje del Viaje del Parnaso, III, vv. 238-272, (al que se refiere como «poeta sardo»), donde es propuesto para ser arrojado al mar como sacrificio a Escila y Caribdis, para obtener su protección y conseguir así atravesar el peligroso estrecho de Mesina, y salvado luego por Mercurio:

«Su prudencia nosotros imitando,

echaremos al mar en qué se ocupen,

en tanto que el bajel pasa volando,
 	
que en tanto que ellas tasquen, roan, chupen
 	 
el mísero que al mar ha de entregarse,
 	 
seguro estoy que el paso desocupen.
 	 
Miren si puede en la galera hallarse
 	 
algún poeta desdichado, acaso,
 	
que a las fieras gargantas pueda darse».
 	 
Buscáronle y hallaron a Lofraso,
 	 
poeta militar, sardo, que estaba
 	 
desmayado a un rincón, marchito y laso;
 	 
que a sus Diez libros de Fortuna andaba
 	
añadiendo otros diez, y el tiempo escoge
 	 
que más desocupado se mostraba.
 	 
Gritó la chusma toda: «¡Al mar se arroje;
 	 
vaya Lofraso al mar sin resistencia!»
 	 
«Por Dios», dijo Mercurio, «que me enoje.
 	
¿Cómo, y no será cargo de conciencia,
 	 
y grande, echar al mar tanta poesía,
 	 
puesto que aquí nos hunda su inclemencia?
 	 
Viva Lofraso, en tanto que dé al día
 	 
Apolo luz, y en tanto que los hombres
 	
tengan discreta, alegre fantasía.
 	 
Tócante a ti, ¡oh Lofraso!, los renombres
 	 
y epítetos de agudo y de sincero,
 	 
y gusto que mi cómitre te nombres».
 	
Esto dijo Mercurio al caballero,
 	
el cual en la crujía en pie se puso
 	 
con un rebenque despiadado y fiero.
 	 
Creo que de sus versos le compuso,
 	 
y no sé cómo fue, que, en un momento
 	 
(o ya el cielo, o Lofraso lo dispuso),
 	
salimos del estrecho a salvamento,
	 
sin arrojar al mar poeta alguno:
 	 
¡tanto del sardo fue el merecimiento!